# خانه خانم مونس شهیدی
خانه خانم مونس شهیدی مربوط به دوره معاصر است و در شهرستان فومن، شهرک تاریخی ماسوله واقع شده و این اثر در تاریخ ۲۵ اسفند ۱۳۸۰ با شمارهٔ ثبت ۵۳۴۹ به‌عنوان یکی از آثار ملی ایران به ثبت رسیده است.